# Un mitico viaggio
Un mitico viaggio (Bill & Ted's Bogus Journey) è un film commedia fantascientifica del 1991 diretto dal regista Peter Hewitt, seguito di Bill & Ted's Excellent Adventure (1989).

## Trama
Nella Los Angeles del futuro Rufus è ormai uno stimato professore della "Bill & Ted University". Mentre si appresta a iniziare la consueta lezione, irrompe De Nomolos, il suo vecchio insegnante, con il suo seguito ma anche con la sua arma segreta: due robot con le fattezze di Bill e Ted, ai quali ordina di tornare indietro nel tempo, sino agli anni Novanta, per prendere il posto dei veri Bill e Ted alla Battaglia dei Complessi ed evitare che facciano il discorso che porterà alla creazione dell'Università dedicata a loro.
Tornati indietro nel tempo, i robot si scontrano con i veri Bill e Ted e li uccidono. Trasformati in anime, i due ragazzi provano a sfidare la Morte per tornare in vita e sconfiggere così i loro replicanti malvagi.

## Colonna sonora
1. Shout It Out - Slaughter
2. Battle Stations - Winger
3. God Gave Rock 'N Roll to You II - Kiss
4. Drinking Again - Neverland
5. Dream of a New Day - Richie Kotzen
6. The Reaper - Steve Vai
7. The Perfect Crime - Faith No More
8. Go to Hell - Megadeth
9. Tommy the Cat - Primus
10. Junior's Gone Wild - King's X
11. Showdown - Love on Ice
12. The Reaper Rap - Steve Vai